# Мађарска завичајна кућа „Тајхаз”
Мађарска завичајна кућа „Тајхаз” је етно кућа која се налази у улици ЈНА 126, у Темерину, у Јужнобачком округу. На мађарском језику "тајхаз" (Tájház) значи завичајна кућа. Ова кућа „на дуж” је из средине 19. века. Отворена је 20. јула 2003. године.

## О кући
Мађарска завичајна кућа представља панонско равничарски тип куће, са традицијом градитељства мађарског становништва. 
У кући се могу видети предмети који су свакодневно употребљавани у складу са сељачким начином живота. Елементи нису означени као што је то случај у музејима. Сматра се да је ова такозвана набијача покривена кровом са трском постојала још давне 1850. године. Све изгледа као што је изгледало пре 150 година.
Важи претпоставка да је кућа постојала и почетком 1850-тих година, али могуће је и да су дебели земљани зидови још старији. Кућа је приказана на катастарској мапи насеља из 1892. године.

### Просторије
У кући се могу видети три просторије:
- кухиња - ту су предмети од глине и керамике, по чему су Мађари у овом делу Војводине били познати. Ту је огњиште као и креденац и стелажа са кухињским прибором.[1]
- Гостињска соба - ова просторија се најмање користила, осим за госте, мајке са тек рођеном децом, штрикање и ткање, евентуално и као дневна док су ту гости. Прозори ове просторије гледају на улицу.
- Данашњи дневни боравак - то је била соба са фуруном која је грејала целу просторију. Овде су становници куће проводили највећи део дневног времена. Ту су играчке и шеталица из тог времена: ходалица за децу, примитивни дубак, израђена од дрвета, али и дрвене мини-санке за клизање по леду.[3]

### Остали објекти
Кућа је смештена у пространом дворишту, у коме испред улазних врата – орах.
Уз кућу је трем или гонг, штала и просторија са опремом за коње, њихово одржавање, кола за вучу.
Дуж трема (гонга), на зиду, налази се ручни алат, који подсећа на некадашњи значај обраде кудеље. Посебан експонат представља дрвена машина за прање веша, а направио ју је столар Ујвари, који је осмислио ову машину. Ту су још и сарачки алат за израду коњске опреме, наковањ за оштрење коса, ручна крунилица, коларски козлић…
Веће машине и алатке налазе се у спремишту у задњем дворишту. Ту су и воловска запрега, санке, двоструки плуг који су вукли коњи, шпартач, ручни плуг за репу, грабуље за сено, сејачица за кукуруз, сечка, брана, дрљача…

## Ледњак
У кући је изложен ледњак (претеча савремених фрижидера) дело Фрање Ујварија, иноватора и власника Фабрике машина, угледном житељу Темерина.

## Платно са везеним стиховима
Изнад огњишта на зиду стоји „домаћица” – платно са везеним стиховима. У слободном преводу са мађарског, исписане поруке гласе: 
```
"Где живи вера, ту живи и љубав";
"Где је мир, ту је и благослов", 
"Где је благослов, ту је и бог", 
"Где је бог, ту ништа више није потребно".
[
3
]
```

## Данашња намена
Двориште и пратећи објекти током године користе се за уметничка догађања. Удружење ТАКТ - Темеринска ликовно стваралачка колонија постоји већ 40 година и управља читавим овим простором од 2003. године. 2010. године су направили спратни објекат, Стваралачку кућу која представља својеврстан дом уметника. Сада је то простор за уметнике, њихове госте, пријатеље. Урађена је у етно стилу, имају кухињу, купатило, радионицу и на спрату смештајне капацитете.
Активности које се одвијају у склопу завичајне куће Тајхаз су везане за развој културног туризма. Током лета се одржавају различите манифестације, књижевне вечери, презентације, музички програми, фолклор, изложбе.

## Територијална надлежност куће
Територија у надлежности Мађарске завичајне куће „Тајхаз” је општина Темерин.

## Радно време
Објекат не ради у зимском периоду.
Обавезна најава посета.
Домаћин и самоуки кустос је Иштван Адам.